# Francisco Javier Uría
Francisco Javier Álvarez Uría (ur. 1 lutego 1950 w Gijón) – hiszpański piłkarz występujący podczas kariery zawodniczej na pozycji obrońcy. Uczestnik mistrzostw świata 1978 oraz Euro 80.
Grał w klubach Real Oviedo, Real Madryt oraz Sporting Gijón.

## Sukcesy

### Real Madryt
- Primera División (2): 1975, 1976
- Puchar Króla (1): 1975